# Alexy Bosetti
Alexy Bosetti (Alpes-Marítimos, Niza, Francia, 23 de abril de 1993) es un futbolista francés. Juega de delantero y su equipo es el F. C. Annecy de la Ligue 2.

## Trayectoria
Bosetti, a su corta edad, fue a probarse como futbolista en clubes como el Cavigal Nice Sports y el JSO Villefranche-sur-Mer antes de su llegada al OGC Niza. Bosetti desde entonces juega como centrocampista ofensivo, delantero o extremo. El 28 de abril de 2012, Bosetti ganó la edición 2011-2012 de la Copa Gambardella con el equipo sub-19 del OGC Niza.
Hizo su debut profesional el 20 de mayo de 2012, en un partido de liga ante el Olympique Lyonnais en el que entró de cambio en el minuto 86 de juego. Anotó su primer gol contra el Montpellier HSC en el minuto 22 en los cuartos de final de la XIX edición de la Copa de la Liga de Francia, el 28 de noviembre de 2012.

## Selección nacional

### Sub-20
Bosetti fue llamado a la selección francesa sub-20 que disputó la Copa Mundial Sub-20 de 2013, la cual se coronó campeona del torneo.

## Estadísticas
Actualizado al último partido disputado el 6 de abril de 2023.
| Club                              | Div.          | Temporada     | Liga  | Liga  | Copas nacionales | Copas nacionales | Copas internacionales | Copas internacionales | Total | Total |
| Club                              | Div.          | Temporada     | Part. | Goles | Part.            | Goles            | Part.                 | Goles                 | Part. | Goles |
| --------------------------------- | ------------- | ------------- | ----- | ----- | ---------------- | ---------------- | --------------------- | --------------------- | ----- | ----- |
| Nice Francia                      | 1.ª           | 2011-12       | 1     | 0     | 0                | 0                | —                     | —                     | 1     | 0     |
| Nice Francia                      | 1.ª           | 2012-13       | 27    | 0     | 3                | 2                | —                     | —                     | 30    | 2     |
| Nice Francia                      | 1.ª           | 2013-14       | 20    | 5     | 5                | 1                | 2                     | 0                     | 27    | 6     |
| Nice Francia                      | 1.ª           | 2014-15       | 27    | 5     | 2                | 1                | —                     | —                     | 29    | 6     |
| Nice Francia                      | 1.ª           | 2016-17       | 0     | 0     | 1                | 0                | 1                     | 1                     | 2     | 1     |
| Nice Francia                      | Total club    | Total club    | 75    | 10    | 11               | 4                | 3                     | 1                     | 89    | 15    |
| Tours Francia                     | 2.ª           | 2015-16       | 9     | 1     | 5                | 1                | —                     | —                     | 14    | 2     |
| Tours Francia                     | Total club    | Total club    | 9     | 1     | 5                | 1                | 0                     | 0                     | 14    | 2     |
| Sarpsborg 08 · Noruega            | 1.ª           | 2016          | 2     | 0     | 1                | 1                | —                     | —                     | 3     | 1     |
| Sarpsborg 08 · Noruega            | Total club    | Total club    | 2     | 0     | 1                | 1                | 0                     | 0                     | 3     | 1     |
| Laval Francia                     | 3.ª           | 2017-18       | 26    | 9     | 0                | 0                | —                     | —                     | 26    | 9     |
| Laval Francia                     | 3.ª           | 2018-19       | 8     | 4     | 1                | 0                | —                     | —                     | 9     | 4     |
| Laval Francia                     | Total club    | Total club    | 34    | 13    | 1                | 0                | 0                     | 0                     | 35    | 13    |
| OKC Energy FC Estados Unidos      | 2.ª           | 2019          | 19    | 1     | 2                | 1                | —                     | —                     | 21    | 2     |
| OKC Energy FC Estados Unidos      | Total club    | Total club    | 19    | 1     | 2                | 1                | 0                     | 0                     | 21    | 2     |
| El Paso Locomotive Estados Unidos | 2.ª           | 2019          | 9     | 1     | —                | —                | —                     | —                     | 9     | 1     |
| El Paso Locomotive Estados Unidos | 2.ª           | 2020          | 1     | 0     | —                | —                | —                     | —                     | 1     | 0     |
| El Paso Locomotive Estados Unidos | Total club    | Total club    | 10    | 1     | 0                | 0                | 0                     | 0                     | 10    | 1     |
| Le Puy Francia                    | 4.ª           | 2020-21       | 6     | 6     | 4                | 2                | —                     | —                     | 10    | 8     |
| Le Puy Francia                    | Total club    | Total club    | 6     | 6     | 4                | 2                | 0                     | 0                     | 10    | 8     |
| Annecy Francia                    | 3.ª           | 2021-22       | 29    | 11    | 0                | 0                | —                     | —                     | 29    | 11    |
| Annecy Francia                    | 2.ª           | 2022-23       | 28    | 4     | 5                | 1                | —                     | —                     | 33    | 5     |
| Annecy Francia                    | Total club    | Total club    | 57    | 15    | 5                | 1                | 0                     | 0                     | 62    | 16    |
| Total carrera                     | Total carrera | Total carrera | 212   | 47    | 29               | 10               | 3                     | 1                     | 244   | 58    |

## Palmarés

### Campeonatos nacionales
| Título           | Club                 | País    | Año  |
| ---------------- | -------------------- | ------- | ---- |
| Copa Gambardella | O. G. C. Niza sub-18 | Francia | 2012 |

### Campeonatos internacionales
| Título                        | Club (*)                              | País    | Año  |
| ----------------------------- | ------------------------------------- | ------- | ---- |
| Copa Mundial de Fútbol Sub-20 | Selección de fútbol sub-20 de Francia | Turquía | 2013 |

(*) Incluyendo la selección.